# 寻根
寻根是指世界各个民族追寻自己文化或民族的根源，寻根不是单单東亞才有的活动。寻根活动和研究民族文化历史是有分别的，寻根可以只是通过民间传统习俗、节日和仪式来进行，寻根也可以是家族传统，等等。西方发达国家寻根的科技是通过科学研究，如人类学、考古学等的方式来进行的。

## 华人寻根
华人寻根是指华人家族对传统的重视和追寻探讨自己家族的祖先和来源，通常也意味着华人要饮水思源，不可以忘记祖宗，不可以忘记自己文化的历史起源和祖国。自从中国开放以来，已经有很多海外华人回祖国寻根 。由于许多中国人/华人有族谱和家谱，所以也可以通过这类材料来寻根。

## 华人对“根”的重视
华人传统一般都无法接受一个没有根的人，认为一个没有根的华人就不像一个华人。 马来西亚是一个华人有超过六百万人口的国家，当地的华文教育也办得相当不错。马来西亚华人尊称“族魂”的林连玉先生说过：“民族的文化是民族的灵魂，它的价值，跟我们的生命互相比重。”所以如果华人要承传文化和要做一个有根的华人，就得把孩子送进华文学校。
吉隆坡陈氏书院的负责人陈玉聪曾说：“清明扫墓，端午包粽子，中秋吃月饼，这些文化就是我们的根，我们在海外都非常艰难地坚持着，如果不去保留，我们就断了中华文化的根，我们就不是华人了。”
以下是一些华人对自己文化根的看法：
〈玫瑰与教育〉一书中提到“做一个有根的中国人，中华民族的整体素质才会提高，民族优秀文化也才能被继承、弘扬和发展。如此，在世界民族之林，中华民族才可以存在，才可以骄傲，才能避免成为人家文化、经济的奴隶。”
孙中山海外亲属孙美玲说：“虽然我在洛杉矶出生，但我的根在中国。中国的传统文化和悠久历史，一直是我想了解的。将来我一定会回来的，回来寻根。”

## 参看
- 文化人类学
- 语言学
- 民族学